# Черний Балоґ
Чєрни Балоґ (словац. Čierny Balog) — село в окрузі Брезно Банськобистрицького краю Словаччини. Станом на січень 2017 року в ньому проживало 5135 мешканців.

## Географія
Протікають річки Черний Грон; Бротово; Підтайховський потік; Шалінг і Велика Долина. Неподалік розташована гора Кленовски Вепор.

## Населення
| Рік:            | 1994. | 2004.   | 2014.   | 2024.   |
| --------------- | ----- | ------- | ------- | ------- |
| Кількість осіб: | 5109  | 5155    | 5185    | 4916    |
| Різниця:        |       | +0,90 % | +0,58 % | -5,18 % |

| Рік:            | 2023. | 2024.   |
| --------------- | ----- | ------- |
| Кількість осіб: | 4947  | 4916    |
| Різниця:        |       | -0,62 % |